# Poecillastra tenuilaminaris
Poecillastra tenuilaminaris är en svampdjursart som först beskrevs av William Johnson Sollas 1886.  Poecillastra tenuilaminaris ingår i släktet Poecillastra och familjen Pachastrellidae. Inga underarter finns listade i Catalogue of Life.